# Бејтсова патуљаста антилопа
Бејтсова патуљаста антилопа (лат. Neotragus batesi, енгл. Bates’s pygmy antelope) је врста сисара из реда папкара (Artiodactyla) и породице шупљорожаца (Bovidae).

## Угроженост
Ова врста није угрожена, и наведена је као последња брига јер има широко распрострањење.

## Распрострањење
Врста је присутна у Габону, ДР Конгу, Екваторијалној Гвинеји, Камеруну, Нигерији, Републици Конго, Уганди и Централноафричкој Републици.

## Популациони тренд
Популација ове врсте је стабилна, судећи по доступним подацима.

## Станиште
Бејтсова патуљаста антилопа има станиште на копну.